# Buskspel

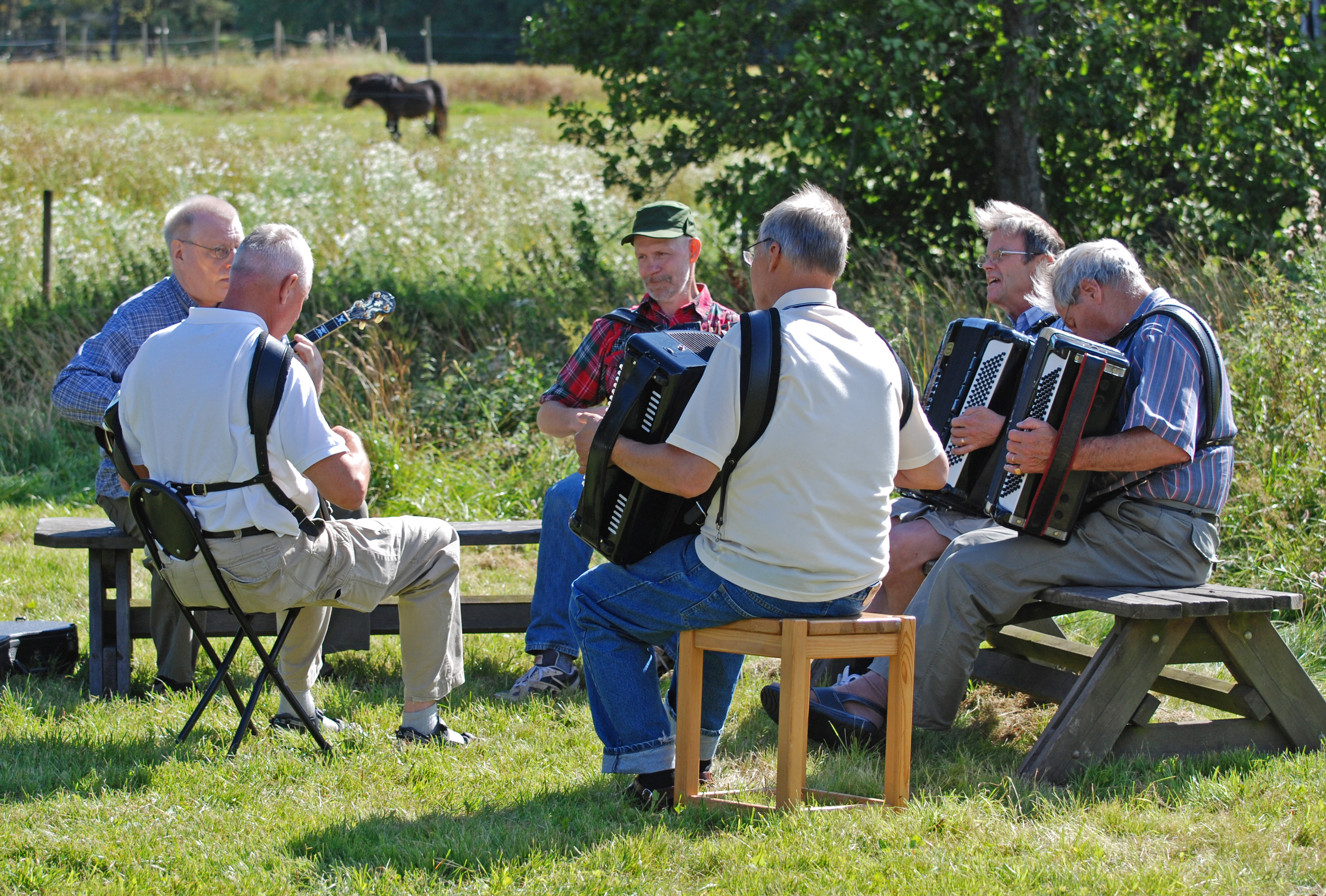
Buskspel vid spelmansstämman i Tyresta i augusti 2007

Buskspel är ett begrepp inom svensk folkmusik.
Buskspel kallas ett spontant, improviserat och otvunget samspel mellan spelmän i sammanhang där dessa möts, såsom på spelmansstämmor, festivaler, danstillställningar, födelsedagskalas, fester etc. Syftet är lika mycket för spelmännens eget nöje som för att underhålla en eventuell publik. Buskpelar man inomhus används ibland även benämningen skrubbspel.